# الینس‌ویل (کنتاکی)
الینس‌ویل، کنتاکی (به انگلیسی: Allensville, Kentucky) یک شهر در ایالات متحده آمریکا است که در کنتاکی واقع شده‌است.

## خصوصیات
الینس‌ویل ۲٫۸ کیلومترمربع مساحت و ۱۸۹ نفر جمعیت دارد و ۱۸۰ متر بالاتر از سطح دریا واقع شده‌است.